# Die Straßenjungen
Die Straßenjungen (Originaltitel: Los golfos) ist ein spanisches Filmdrama in Schwarzweiß aus dem Jahr 1960 von Carlos Saura, der auch – zusammen mit Mario Camus und Daniel Sueiro – das Drehbuch verfasst hatte. In den Hauptrollen sind Manuel Zarzo, Luis Marín, Óscar Cruz und Juanjo Losada zu sehen. Seine Uraufführung erlebte das Werk im Mai 1960 bei den Internationalen Filmfestspielen von Cannes. In der Bundesrepublik Deutschland hatte er seine Premiere am 4. April 1967 im Programm der ARD.

## Handlung
Die Geschichte ist in den Elendsvierteln Madrids während der Franco-Ära kurz nach dem Ende des Zweiten Weltkriegs angesiedelt. Mit dem Bild eines niederbrechenden Stiers fällt der Vorhang über Carlos Sauras Bericht vom Alltag einer Handvoll Straßenjungen in einer Vorstadt. Der zuckende Stierleib im Sand der Arena bildet den Schlusspunkt einer Tragödie: Unter dem Johlen enttäuschter und entrüsteter Zuschauer werden die Hoffnungen der Jungen zu Grabe getragen, mit Hilfe ihres Freundes Juan den Niederungen ihres Alltags zu entkommen und sich einen Platz an der Sonne zu sichern. Juan aber hat versagt. Umsonst haben die Straßenjungen gestohlen und Taxifahrer zusammengeschlagen, umsonst haben sie Menschen überfallen und beraubt, um Juan einen Start als Stierkämpfer zu ermöglichen. Jetzt schreit ihm die Menge ihr gellendes „Metzger!“ entgegen, und eine zweite Chance wird es für ihn nicht geben. Für Juan nicht und für sie alle nicht – Ramón, Julian, „El Chato“ (= der Flachnasige), Manolo und Visi. Juans Niederlage besiegelt auch ihr Schicksal, wie die Erfüllung von Juans Wunschtraum schon das Schicksal ihres Freundes Paco besiegelt hat: Von einem Taxifahrer als Dieb wiedererkannt und von der Polizei verfolgt, ertrank Paco im Labyrinth des Kanalisationssystems. Keinem von ihnen wird es jemals gelingen, den Teufelskreis von Armut und Elend zu durchbrechen und den schmutzigen Hinterhöfen und halbverfallenen Häusern der Vorstadt zu entrinnen.

## Kritiken
Der Evangelische Film-Beobachter zieht folgendes Fazit: „In strengen, gleichsam objektiven Bildern schildert Carlos Saura in seinem ersten Spielfilm den Ausbruchsversuch einer Handvoll Madrider Straßenjungen aus der Erbärmlichkeit ihres Vorstadtmilieus. Der Plan, mit Hilfe zusammengestohlener Peseten einen aus ihren Reihen zum erfolgreichen Stierkämpfer avancieren zu lassen, mißlingt. Sehr empfehlenswert.“ Auch das Lexikon des internationalen Films geizt nicht mit Lob: „Halbdokumentarische Studie über eine soziale Randgruppe im Franco-Staat der Nachkriegszeit, eindrucksvoll in ihren präzisen Beobachtungen und zurückhaltend im moralischen Urteil. Die politische und gesellschaftskritische Relevanz erwächst aus dem unbestechlichen Blick auf ein vernachlässigtes Milieu jenseits bürgerlicher Normen.“